# Li Fabin
Dans ce nom chinois, le nom de famille, Li, précède le nom personnel.
Li Fabin (en chinois : 李发彬) est un haltérophile chinois né le 15 janvier 1993 à Nan'an dans la province de Fujian. Il évolue dans les premières catégories de poids, d'abord en coq (-56kg) puis en plumes (-61kg) en 2018 après une réorganisation par l'IWF des divisions. Il a remporté une médaille d'or dans la catégorie des moins de 61 kg aux Jeux olympiques d'été de 2020 ainsi qu’aux Jeux olympiques de Paris 2024. 
Li Fabin est entré dans l'équipe nationale d'haltérophilie au début de l'année 2012 avec plusieurs succès aux championnats continentaux. Il a participé aux Championnats du monde 2014 à Almaty où il remporte une médaille d'argent à l'arraché en -56kg en réussissant à soulever 134 kg. Dans la nouvelle catégorie des moins de 61 kg, il remporte une médaille d'argent à l'arraché et au total en 2018 au Turkménistan et gagne aux championnats de 2019 trois médailles d'or (arraché, épaulé-jeté et total) en établissant un record mondial notamment à l'arraché avec 145 kg.
Il établit en 2021 aux jeux olympiques de Tokyo le nouveau record olympique avec un total de 313 kg (141 kg à l'arraché et 172 kg en épaulé-jeté). Lors des Jeux olympiques de Paris il établit un nouveau record olympique avec 143 kg à l’arraché.